# Norra-södra motorvägen
Norra-södra motorvägen är en motorväg under konstruktion i Vietnam. Motorvägen kommer att löpa från Hanoi till Can Tho. Dess totala längd kommer att uppgå till 1.900 kilometer. Vissa avsnitt har slutförts. Hela vägen kommer att avslutas under 2020.[uppföljning saknas] Total kostnad är 18,5 miljarder USD. Ett järnvägsnät för höghastighetståg kommer byggas vid vägen.
Motorvägen kommer att korsa provinserna Hanoi, Ha Nam, Nam Dinh, Ninh Binh, Thanh Hoa, Nghe An, Ha Tinh, Quang Binh, Quang Tri, Huế, Da Nang, Quang Nam, Quang Ngai, Binh Dinh, Phu Yen, Khanh Hoa, Ninh Thuan, Binh Thuan, Dong Nai, Ho Chi Minh-staden, Long An, Tien Giang, Vinh Long, Can Tho.